# Hlboké nad Váhom
Hlboké nad Váhom és un poble i municipi d'Eslovàquia que es troba a la regió de Žilina, al centre-nord del país. El 2023 tenia 969 habitants.

## Demografia
| Godina             | 1994 | 2004 | 2014   | 2024   |
| ------------------ | ---- | ---- | ------ | ------ |
| Nombre de persones | 0    | 915  | 952    | 953    |
| Diferència         |      | –    | +4,04% | +0,10% |

| Godina             | 2023 | 2024   |
| ------------------ | ---- | ------ |
| Nombre de persones | 969  | 953    |
| Diferència         |      | −1,65% |